# Berkeley (Californie)
Pour les articles homonymes, voir Berkeley.
Berkeley (en anglais /ˈbərkli/) est une ville de l'agglomération de San Francisco, dans l'État de Californie, aux États-Unis. Elle est située sur la rive orientale de la baie de San Francisco, dans le comté d'Alameda et est bordée au sud par Oakland et Emeryville, au nord par Albany et Kensington et à l'est par les Berkeley Hills. Berkeley comptait 118 950 habitants en 2022.
La ville est connue pour son université, la plus ancienne de Californie. Elle accueille environ 35 000 étudiants et emploie 14 000 personnes. Avec 65 anciens élèves ayant reçu un prix Nobel, elle est la cinquième université en comptant le plus au monde. Elle est classée entre la quatrième et la cinquième place par les principaux classements internationaux. La ville accueille également le laboratoire national Lawrence-Berkeley et la Graduate Theological Union. C'est l'une des villes les plus progressistes du pays, comptabilisant le plus fort pourcentage de votes démocrates.

## Histoire
Avant l'arrivée des Européens, le territoire est occupé par la tribu Chochen/Huichin du peuple amérindien Ohlones. Après l'expédition de Juan Bautista de Anza, qui fait ériger le Presidio de San Francisco à l'entrée de la baie de San Francisco (le « Golden Gate »), l'un de ses soldats, Luís Peralta, devient propriétaire d'une vaste étendue de terre de la côte est de la baie (la « contra costa »), dont le futur territoire de Berkeley. Le ranch San Antonio prospère jusqu'à la guerre américano-mexicaine. Le changement de souveraineté réduit considérablement les possessions des fils de Peralta, Domingo et Vicente tandis que le territoire commence à être véritablement colonisé.
L’histoire de Berkeley est par la suite liée à son université, fondée en 1868. La ville porte le nom du philosophe irlandais George Berkeley qui était venu évangéliser les Amérindiens au XVIIIe siècle. La ville se développa surtout après le séisme de 1906. Dans les années 1960, elle fut le foyer de la contestation sociale pour la liberté de parole (1963, Free Speech Movement). Des manifestations d’étudiants avaient lieu tous les jours sur le campus de Berkeley contre la guerre du Viet Nam. On surnomma la ville « République populaire de Berkeley ».

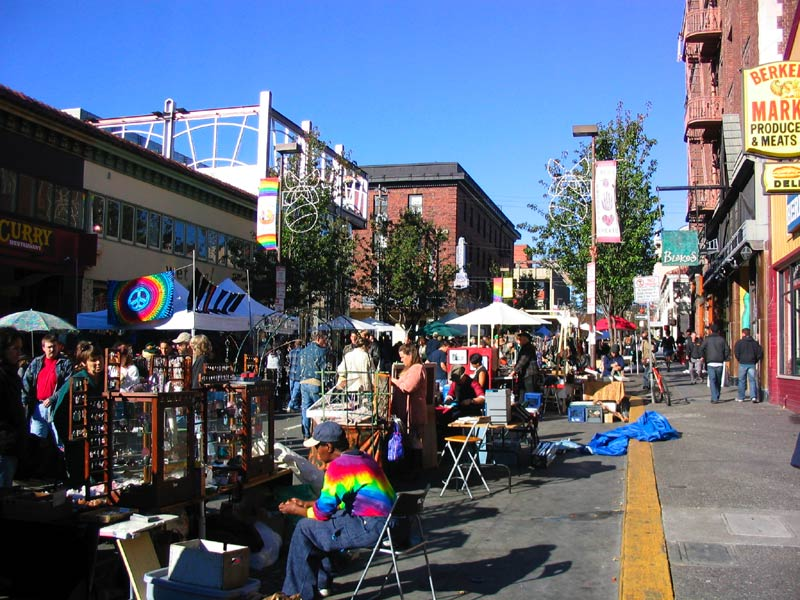
Braderie dans Telegraph Avenue.

Plus récemment, Berkeley est considérée comme un lieu d’expérimentation culinaire : le restaurant Chez Panisse est considéré par certains comme l'un des berceaux de la cuisine californienne. Sa propriétaire, Alice Waters, a été surnommée « la mère de la cuisine américaine »[réf. nécessaire].

## Géographie

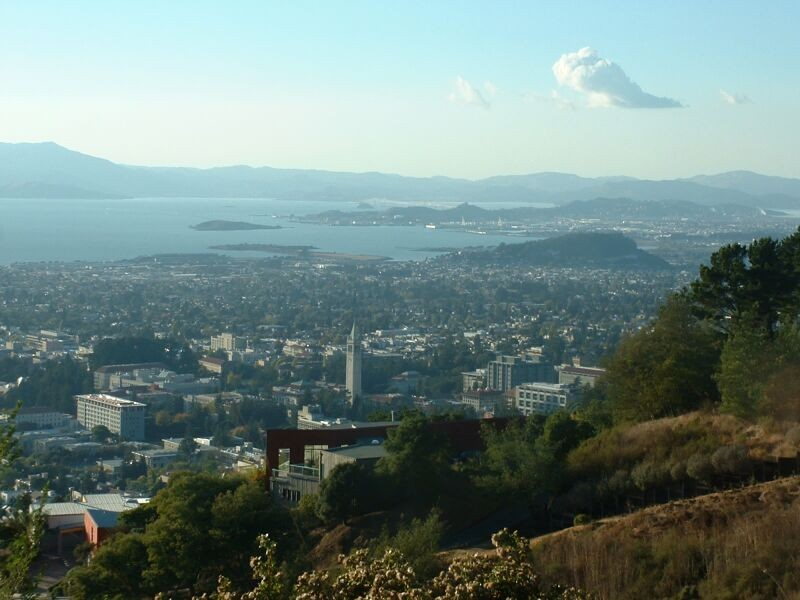
Vue de Berkeley et de la baie de San Francisco, depuis la Claremont Canyon Regional Preserve.

Berkeley est bordée à l'ouest par la baie de San Francisco, au sud-ouest par la ville d’Emeryville, au sud et au sud-est par celle d'Oakland, au nord par la ville d'Albany et la communauté non incorporée de Kensington, et au nord-est par les Berkeley Hills, qui constituent les limites du comté de Contra Costa avec celui d'Alameda.

## Démographie
Selon le recensement américain de 2020, Berkeley comptait 124 321 habitants. La densité de population était de 4 584 habitant/km2. La composition ethnique de Berkeley était la suivante : 62 450 (50,2 %) Blancs américains, 24 701 (19,9 %) Asio-Américains, 9 495 (7,6 %) Afro-Américains, 253 (0,2 %) Océano-Américains, 226 (0,2 %) Amérindiens et 9 069 (7,2 %) Américains multiraciaux. 

Selon le Bureau du recensement des États-Unis, en 2022, le revenu médian des ménages était de 104 716 $ et le revenu médian des familles était de 177 068 $. Le revenu médian des hommes était de 102 565 $ contre 82 772 $ pour les femmes. Le revenu par habitant de la ville était de 63 310 $. Environ 4,3 % des familles et 17,7 % de la population vivaient sous le seuil de pauvreté, dont 6 % des moins de 18 ans et 8,1 % des 65 ans et plus.
| 1890  | 1900   | 1910   | 1920   | 1930   | 1940   | 1950    | 1960    |
| ----- | ------ | ------ | ------ | ------ | ------ | ------- | ------- |
| 5 101 | 13 214 | 40 434 | 56 036 | 82 109 | 85 547 | 113 805 | 111 268 |

| 1970    | 1980    | 1990    | 2000    | 2010    | 2020    | - | - |
| ------- | ------- | ------- | ------- | ------- | ------- | - | - |
| 114 091 | 103 328 | 102 724 | 102 743 | 112 580 | 118 950 | - | - |

## Administration
| Identité                             | Période       | Période          | Durée  | Étiquette         |
| Identité                             | Début         | Fin              | Durée  | Étiquette         |
| ------------------------------------ | ------------- | ---------------- | ------ | ----------------- |
| Michael B. Driver (en) (1868 - 1942) | 1927          | 1930 (démission) | 3 ans  | Parti républicain |
| Claude B. Hutchison (1885 - 1980)    | 1955          | 1963             | 8 ans  |                   |
| Gus Newport (en) (1935 - 2023)       | 1979          | 1986             | 7 ans  |                   |
| Loni Hancock (en) (née en 1940)      | 1986          | 1994             | 8 ans  |                   |
| Jeffrey Shattuck Leiter (d)          | mars 1994     | décembre 1994    | 9 mois |                   |
| Shirley Dean (en) (née en 1935)      | décembre 1994 | 2002             | 8 ans  |                   |
| Tom Bates (en) (né en 1938)          | 2002          | 2016             | 14 ans |                   |
| Jesse Arreguín (en) (né en 1984)     | décembre 2016 | décembre 2024    | 8 ans  | Parti démocrate   |
| Adena Ishii (en)                     | décembre 2024 | En cours         | 7 mois |                   |

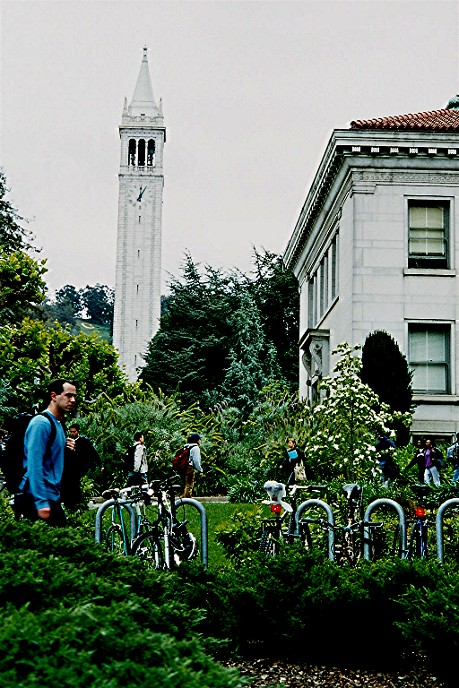
Campus de Berkeley et Sather Tower.

Les bus de la ville roulent au biodiesel obtenu à partir du retraitement des huiles alimentaires (issues par exemple de la cuisson des frites de la restauration rapide).

## Personnalités nées à Berkeley
- Ursula K. Le Guin (1929-2018), écrivaine américaine de science-fiction et de fantasy
- Colby Slater (1896-1965), joueur de rugby, champion olympique avec les États-Unis en 1920 et 1924.
- KSHMR, (1988 -) dj Producteur, TOP 100 DJ, Spinnin Records
- Ben Affleck, acteur
- Peter Buck (1956 -), guitariste de R.E.M.
- Nicole Richie
- Rebecca Romijn, actrice et ex-mannequin
- James Ivory, cinéaste
- Lil B, rappeur
- Melissa Sue Anderson
- Karen Grassle
- Billie Joe Armstrong, chanteur et guitariste du groupe Green Day
- Daryl Coley, chanteur de gospel.
- Tim Armstrong, chanteur et guitariste du groupe de punk rock Rancid et du groupe The Transplants, créateur du label Hellcat Records
- Kent Nagano, chef d'orchestre
- Ron Goulart, auteur de science fiction, de suspense et de fantasy, historien de la culture populaire américaine
- Richard North Patterson, écrivain de romans policiers
- David Dodge, écrivain de romans policiers et de voyage
- John Fogerty, auteur-compositeur-interprète et musicien. Chanteur dans le groupe The Golliwogs et Creedence Clearwater Revival, il continue aujourd’hui sa carrière en solo
- Andy Samberg, humoriste, acteur, scénariste, producteur de cinéma et musicien américain. (membre de The Lonely Island)
- Phil Tippett (né à Berkeley le 27 septembre 1951), spécialiste des effets spéciaux dans le cinéma et fondateur du Tippett Studio

## Jumelages
- Réserve indienne des Pieds-Noirs (États-Unis)
- Dmitrov (Russie)
- Gao (Mali) (Mali)
- Iéna (Allemagne)
- León (Nicaragua)
- Oukasie (Afrique du Sud)
- Oulan-Oudé (Russie)
- Palma Soriano (Cuba)
- Sakai (Japon)
- San Antonio Los Ranchos (Salvador)
- Uma-Bawang (Malaisie)
- Yondó (Colombie)
- Tribu Yurok (États-Unis)
- Edda,Imo State (Nigeria)
- Haidian District (Beijing)